# Рожки (Зеленоград)
Рожки́ — деревня в составе района Крюково Зеленоградского административного округа города Москвы. Находится у южной границы округа, на реке Горетовка.

## История
Упоминается в списке населенных мест Московской губернии 1859 года как деревня Рожково; название дано, предположительно, по фамилии владельца. Изначально находилась на территории Московской области, в 1987 году вместе с посёлком Крюково и рядом других территорий была присоединена к городу Зеленограду. В настоящее время на картах и в справочниках может обозначаться как посёлок.

## Примечательные здания и сооружения
Рядом с деревней, по другую сторону проектируемого проезда № 710, располагается кладбище «Рожки» (третье кладбище Зеленограда).

## Транспорт
Городские автобусные маршруты № 20 и 27 от станции Крюково.